# 16. ročník předávání cen Amerického filmového institutu
16. ročník předávání cen Amerického filmového institutu ocenil nejlepších deset filmů a deset filmových programů.

## Nejlepší filmy
- Spotlight
- Most špionů
- Carol
- V hlavě

- Sázka na nejistotu
- Šílený Max: Zběsilá cesta
- Marťan
- Room
- Star Wars: Síla se probouzí
- Straight Outta Compton

## Nejlepší televizní programy
- Takoví normální Američané
- Volejte Saulovi
- Black-ish
- Empire
- Fargo
- Hra o trůny
- Ve jménu vlasti
- Master of None
- Mr. Robot
- Unreal

## Speciální ocenění
- Šílenci z Manhattanu